# Instrument de suflat
Un instrument de suflat este un instrument muzical care conține un rezonator (de obicei un tub), în care o coloană de aer este pusă în vibrație de către persoana care suflă într-un muștiuc sau peste marginea unei găuri, stabilită la capătul rezonatorului. Frecvența vibrației este determinată de lungimea tubului și de modificările manuale ale lungimii efective a coloanei de vibrație a aerului.

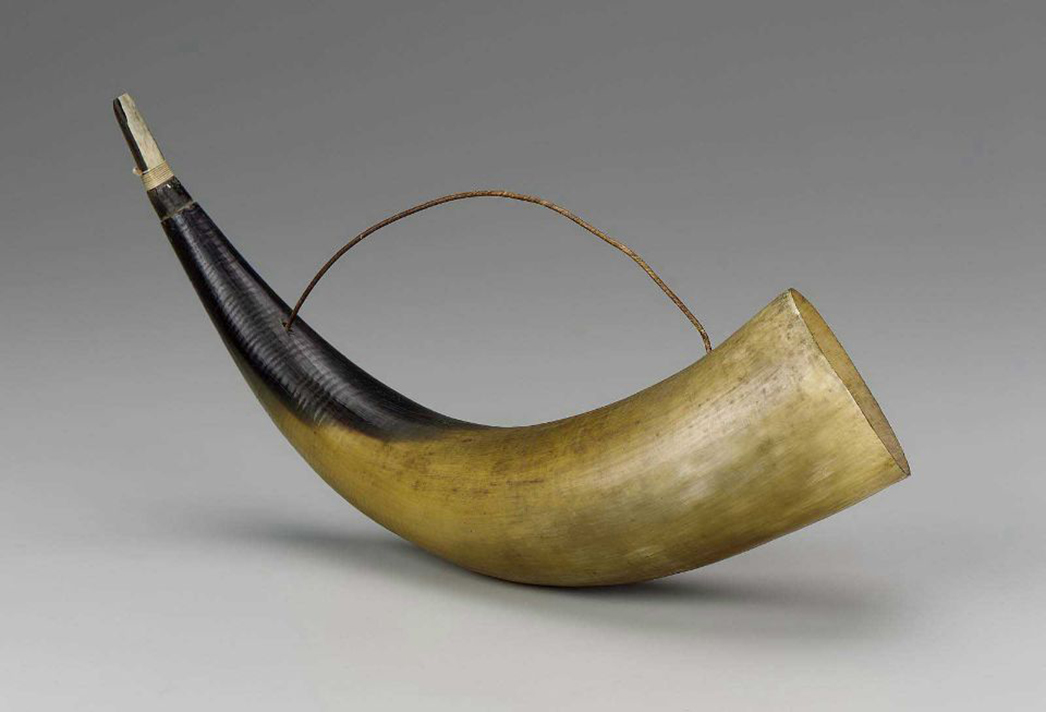
Instrument muzical de suflat confecționat din corn

După materialul din care sunt confecționate, instrumentele de suflat se împart în 
- din lemn
- din alamă
- din corn
- din scoică marină

După formă, instrumentele de suflat (numite și aerofone) se împart în următoarele categorii:
- cu ambușură terminală
  - fără orificii digitale
  - cu orificii digitale
- cu ambușură laterală
  - cu orificii digitale
  - cu un mecanism cu clape
- cu ancie simplă din lemn
  - fără orificii digitale
  - cu orificii digitale
  - cu un mecanism cu clape
- cu ancie simplă din metal
- cu ancie dublă
  - cu orificii digitale
  - cu un mecanism cu clape
- cu muștiuc
  - cu culisă
  - cu clape (valve)
  - cu pistoane
  - cu orificii digitale
- cu rezervor de aer
  - cu ancie simplă sau dublă
  - cu claviatură (ex.: acordeon, armoniu)